# Fulagaddi, Gokak
Fulagaddi là một làng thuộc tehsil Gokak, huyện Belgaum, bang Karnataka, Ấn Độ.